# National Organization for Women
National Organization for Women, NOW, Narodowa Organizacja Kobiet – największa amerykańska organizacja feministyczna. Została założona w 1966 roku i liczy 500 tys. członkiń i członków. Organizacja składa się z 550 oddziałów regionalnych we wszystkich amerykańskich stanach i Waszyngtonie.

## Historia
NOW została założona 30 czerwca 1966 roku w Waszyngtonie przez 28 kobiet i mężczyzn uczestniczących w Trzeciej Narodowej Konferencji Komisji ds. Statusu Kobiet, następczyni Prezydenckiej Komisji ds. Statusu Kobiet. Minęły trzy lata od momentu, gdy Komisja przekazała raport o dyskryminacji kobiet. Mimo to, w 1966 roku delegatki i delegaci konferencji otrzymali administracyjny zakaz choćby przekazania rekomendacji, zgodnie z którymi Komisja Równych Warunków Zatrudnienia (Equal Employment Opportunity Commission, EEOC) miałaby wykorzystać swoje możliwości prawne by skończyć z dyskryminacją ze względu na płeć.
Wśród założycielek NOW były Betty Friedan, autorka Mistyki kobiecości (1963), wielebna Pauli Murray, pierwsza afroamerykańska duchowna episkopalna i Shirley Chisholm, pierwsza czarna kobieta ubiegająca się o fotel prezydencki w Stanach Zjednoczonych. Celem NOW jest zapewnienie kobietom równości z mężczyznami w dziedzinie politycznej, zawodowej i edukacyjnej. NOW zabiera głos w sprawie równych praw dla kobiet. Jest uważana za organizację niezwykle efektywną, wpływającą na zmiany prawa, które zwiększają szanse kobiet w społeczeństwie i chronią ich prawa